# وسط تباين في التصوير بالرنين المغناطيسي

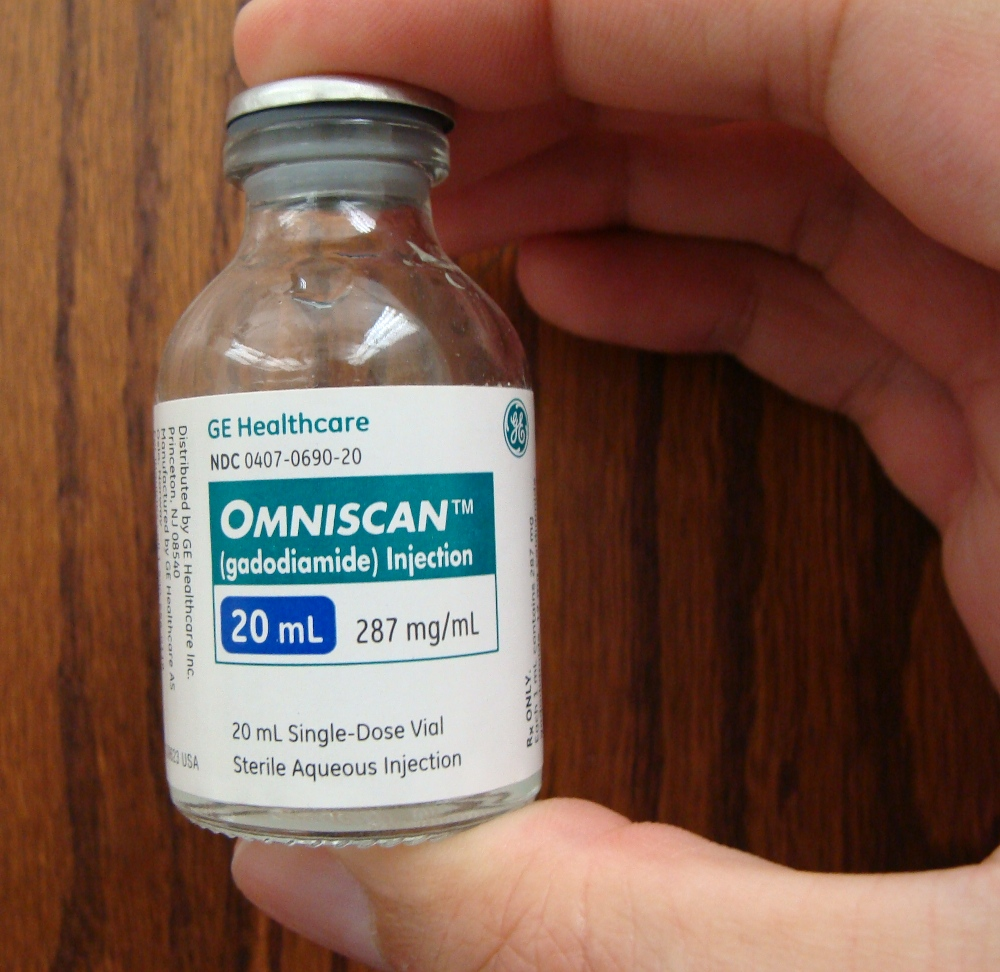
قارورة أومنيسكان وهو وسط تباين.

الأدوات الملوِّنة في التصوير بالرنين المغناطيسي هي مجموعة من المواد الملوِّنة التي تستخدم لتحسين الرؤية لمكونات الجسم الداخلية في التصوير بالرنين المغناطيسي (MRI). أكثر المركبات استخداماً في تحسين التباين هي المرتكزة على «الجادلينيوم Gd». مثل هذه المواد الملونة تعمل على تقصير «وقت الاسترخاء» للأنوية في أنسجة الجسم تبعاً لإعطائها فموياً أو بالوريد. في أجهزة الرنين المغناطيسي، المقاطع من الجسم التي تتعرض لمجال مغناطيسي قوي جداً تسبب تأين -بالدرجة الأولى - لنويات الهيدروجين من جزيئات الماء في الانسجة في اتجاه المجال المغناطيسي. موجة تردد راديوية مكثفة تُسلَّط والتي بدورها تجعل المجال المغناطيسي الذي نشأ من نويّات الهيدروجين يَميل باتجاه اسلاك الاستقبال حيث ذرات الهيدروجين المُأيَّنة يُكشف عنها.التذبذب العشوائي الدوراني يطابق التردد الرنيني لنويّات الهيدروجين فتزودها «بالاسترخاء» التي تجمع المحصلة المغناطيسية لنويّات الهيدروجين وتُعيدها لوضع الاتزان بمحاذاة المجال المغناطيسي. كميّة التأين للنويّات يتم الكشف عنها باستخدام أجهزة الاستقبال التي تستخدمها لإنشاء صورة رنين مغناطيسي لكن الانحلال الثابت مع الوقت يعرف بـ وقت الاسترخاء "T1". بروتونات الماء في الانسجة المختلفة لديها قيم وقت استرخاء مختلفة، وهذا هو واحد من أهم الأسباب لوجود التباين في صورة الرنين المغناطيسي. المادة الملونة عادةً تُقصِّر وقت الاسترخاء، ولكن في بعض الحالات تزيده، قيم ال "T1" في جزيئات الماء القريبة من المادة الملونة تختل وبالتالي زيادة التباين في الصورة.